# Microsoft Security Essentials
Microsoft Security Essentials (MSE) foi um antivírus gratuito da Microsoft. Ele foi compatível com Windows Vista (32 e 64-bit) e Windows 7 (32 e 64-bit). As versões mais recentes não são compatíveis com o Windows XP. Oferece proteção contra vírus, malwares, spywares, adwares, scarewares, softwares de segurança maliciosos, rootkits, keyloggers, dialers, worms e trojans para Windows XP. Teve o codinome "Morro" em homenagem à Praia do Morro na cidade brasileira de Guarapari, no estado do Espírito Santo. Esta é a segunda vez que um nome brasileiro é usado como codinome pela Microsoft. A primeira foi com o Project Natal. De acordo com a Microsoft, o Security Essentials foi desenvolvido para ser leve e prático, não atrapalhando o utilizador com mensagens desnecessárias e ocupando pouca memória no computador. Ele não oferece um firewall integrado, mas ativa o firewall do próprio Windows para ter a máxima segurança.

## Desenvolvimento
A Microsoft anunciou o Morro em 18 de novembro de 2008, quando descontinuou o Windows Live OneCare - produto pago com recursos para controle de acesso, backup de fotos e firewall. O Morro marcou o início de uma nova estratégia da Microsoft para produtos de antivírus ao anunciar que o novo software seria distribuído gratuitamente para instalações autênticas do Windows, sem recursos adicionais além da proteção contra malwares. Além do Morro, a empresa oferece o Microsoft Forefront, com recursos centralizados de gerenciamento.
Um "vazamento" da versão 1.0.2140.0 revelou que o nome de desenvolvimento Morro foi alterado para Microsoft Security Essentials. A versão beta pública do MSE foi disponibilizada para download no dia 23 de junho de 2009, para os primeiros 75.000 acessos de usuários do Brasil, Estados Unidos da América e Israel, seguido de usuários da China.
O objetivo da Microsoft é atingir usuários sem cartão de crédito, computadores modernos e acesso à Internet por banda larga. Os requisitos de sistema dependem da versão do sistema operacional. No Windows XP, são necessários um processador com 500 MHz e 256 MB de memória RAM. Usuários do Windows Vista e 7 precisam de um processador com 1,0 GHz e 1 GB de memória RAM. Em todos os casos, é requerida pelo menos uma tela com resolução VGA de 800x600, 140 MB de espaço livre em disco e uma conexão à Internet.
A primeira versão estável do Microsoft Security Essentials foi lançada oficialmente dia 29 de setembro de 2009 para usuários de 19 países - Alemanha, Austrália, Áustria, Bélgica, Brasil, Canadá, Singapura, Espanha, Estados Unidos, França, Irlanda, Israel, Itália, Japão, México, Nova Zelândia, Países Baixos, Reino Unido e Suíça.

## Recursos
O MSE é uma suíte de segurança básica desenvolvida para usuários finais baseados no sistema de proteção do software Forefront. Oferece recursos de detecção e remoção de malwares, mas não possui os recursos de gerenciamento centralizado do Forefront Client Security. Inclui o mesmo sistema de proteção contra malwares e definições contra vírus de outros produtos de segurança da empresa, incluindo o Forefront Client Security, Windows Live OneCare e Windows Defender (que não inclui as definições contra vírus). No início da instalação, o MSE verifica a autenticidade da cópia instalada do Windows, não pedindo informações pessoais para registro. O programa desativa o Windows Defender, já que oferece proteção contra malwares, não se limitando spywares e adwares.
Atualizações do aplicativo são publicadas três vezes ao dia no Microsoft Update. Na configuração padrão, os arquivos compactados são descomprimidos e então verificados, assim como arquivos copiados pela internet e anexos de e-mail. Antes de qualquer ação contra um arquivo suspeito, o programa pede a intervenção do usuário. Se nenhuma resposta é dada em dez minutos, o arquivo suspeito é processado de acordo com a ação padrão do software, que determina o que fazer com o arquivo. Antes de remover a contaminação, é criado um ponto de restauração.

## Licença
A Microsoft permite aos usuários fazer download, instalar e utilizar a Microsoft Security Essentials em um número ilimitado de seus computadores em seus domicílios, desde que cada computador tenha uma cópia genuína do Microsoft Windows. A Microsoft Security Essentials verifica a validade do sistema operacional durante e após a instalação. Se o sistema operacional não for genuíno, a Microsoft Security Essentials irá notificar o usuário da questão, e pode deixar de funcionar após certo período de tempo.

## Críticas
Após a Microsoft anunciar publicamente o Projeto Morro em 19 de novembro de 2008, a Symantec e a McAfee tiveram quedas nas ações de 9,44 e 6,62%, respectivamente. No entanto, a Microsoft alega que o MSE não compete diretamente com outros softwares de antivírus pagos, mas sim que era "centrada nos 50% (até 60%) de PCs de usuários que não têm, ou não podem pagar, a proteção antivírus".
A Symantec, McAfee e Kaspersky Lab representantes avaliaram o MSE como um concorrente. Tom Powledge, da Symantec, afirmou que o Windows Live OneCare oferece "proteção inferior" e uma "experiência do usuário inferior", o que implica que com o MSE aconteceria o mesmo. A McAfee afirmou: "Com a parcela de mercado do Windows Live OneCare inferior a 2%, entendemos a decisão da Microsoft como um desvio de atenção de seu core business." Justin Priestley, da Kaspersky, afirmou: "Microsoft continuou a deter uma quota de mercado muito baixa no mercado de consumo, e não esperamos que a saída do Windows Live OneCare possa mudar drasticamente o campo de jogo."
A AVG Technologies declarou: “Vemos isso como um passo positivo para a paisagem. A AVG crê no direito de software antivírus gratuito durante os últimos oito anos”. No entanto, A AVG levantou a questão de distribuir o software: "A Microsoft vai ter que fazer mais do que simplesmente disponibilizar o produto." No entanto, a agregação MSE com Windows pode causar truste.
Depois de um porta-voz da Microsoft afirmar em 10 de junho de 2009 que uma versão beta do MSE logo seria liberada, ações da Microsoft subiram 2,1%. Tanto a Symantec quanto a McAfee caíram 0,5 e 1,3%, respectivamente. Daniel Ives, analista da FBR Capital Markets, afirmou que o MSE seria uma "ameaça competitiva a longo prazo". Apesar do longo prazo, o impacto logo foi significante.